# Tiskař

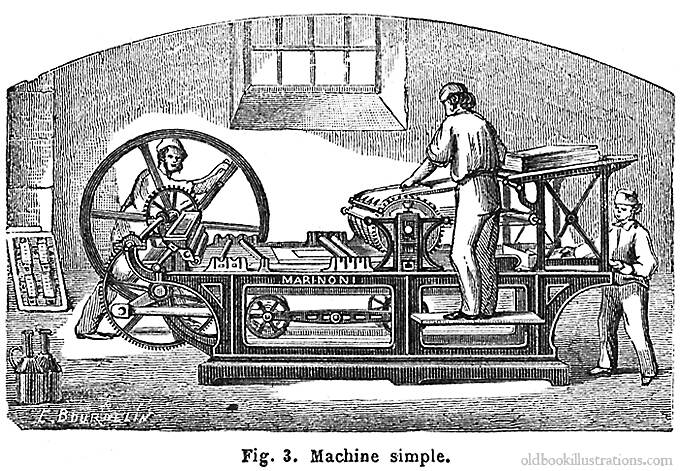
Tiskaři na rytině z Dictionnaire encyclopédique Trousset

Tiskař (jeho ženská obdoba je tiskařka) je osoba, která produkuje tištěné materiály za použití tiskového procesu. Součástí jeho práce je příprava a kontrola tiskových forem a nátisků, příprava základních materiálů včetně mísení barev, příprava a seřízení tiskového stroje, tisk černobílých i barevných tiskovin s aplikacemi různých tiskařských technologií. V průběhu tisku kontroluje kvalitu tiskoviny. Tisk náročných barvotiskových prací vyžadující přesné dodržení barev a výtvarného rukopisu podle originálu – upravování zabarvení tisku a odstraňování závad při tisku. Součástí náplně práce je i čištění, ošetřování a údržba celého technického vybavení.

## Vzdělání
Předpokladem pro úspěšný výkon povolání je zručnost, technické myšlení, čistotnost, dobrý zrak a barvocit. Důležitá je orientace ve výrobní dokumentaci a schopnost samostatně postupovat podle technologického postupu. Musí mít přehled o polygrafických materiálech, znát jejich sortiment, vlastnosti a praktické užití.

## Vývoj profese
Profese tiskař je velice stará, její vznik lze datovat od dob rozvoje čínské kultury. Tisk byl podmíněn čínským vynálezem papíru a dále vynálezem deskotisku. K největšímu rozšíření profese došlo po vynálezu knihtisku. Vývoj pokračoval zejména zdokonalováním tiskařského lisu. Velkým krokem k podobě dnešního tisku byl rozklad obrazu do matice různě velkých bodů, které pak při tisku opět vytvoří původní obraz. Nejpoužívanějšími pracovními prostředky jsou v současnosti ofsetové, hlubotiskové, knihtiskové, sítotiskové a další tiskařské stroje a automaty.